# VG Chartz
VG Chartz is een Engelstalige website die wekelijkse verkoopstatistieken publiceert op het gebied van software en hardware voor spelcomputers. De site houdt deze statistieken voornamelijk bij voor de Verenigde Staten, Japan, en Europa. Verder biedt de site een aantal hulpmiddelen om de gegevens te analyseren.
VG Chartz ontstond in juni 2005, op initiatief van Brett Walton. Binnen enkele jaren groeide de site uit tot een van de grootste websites op dit gebied. Hoewel er regelmatig kritiek is op de accuratesse en totstandkoming van de gegevens op VG Chartz worden de statistieken geregeld geciteerd in de media. VG Chartz wordt gefinancierd uit reclame-inkomsten.